# Teatro de Halicarnaso

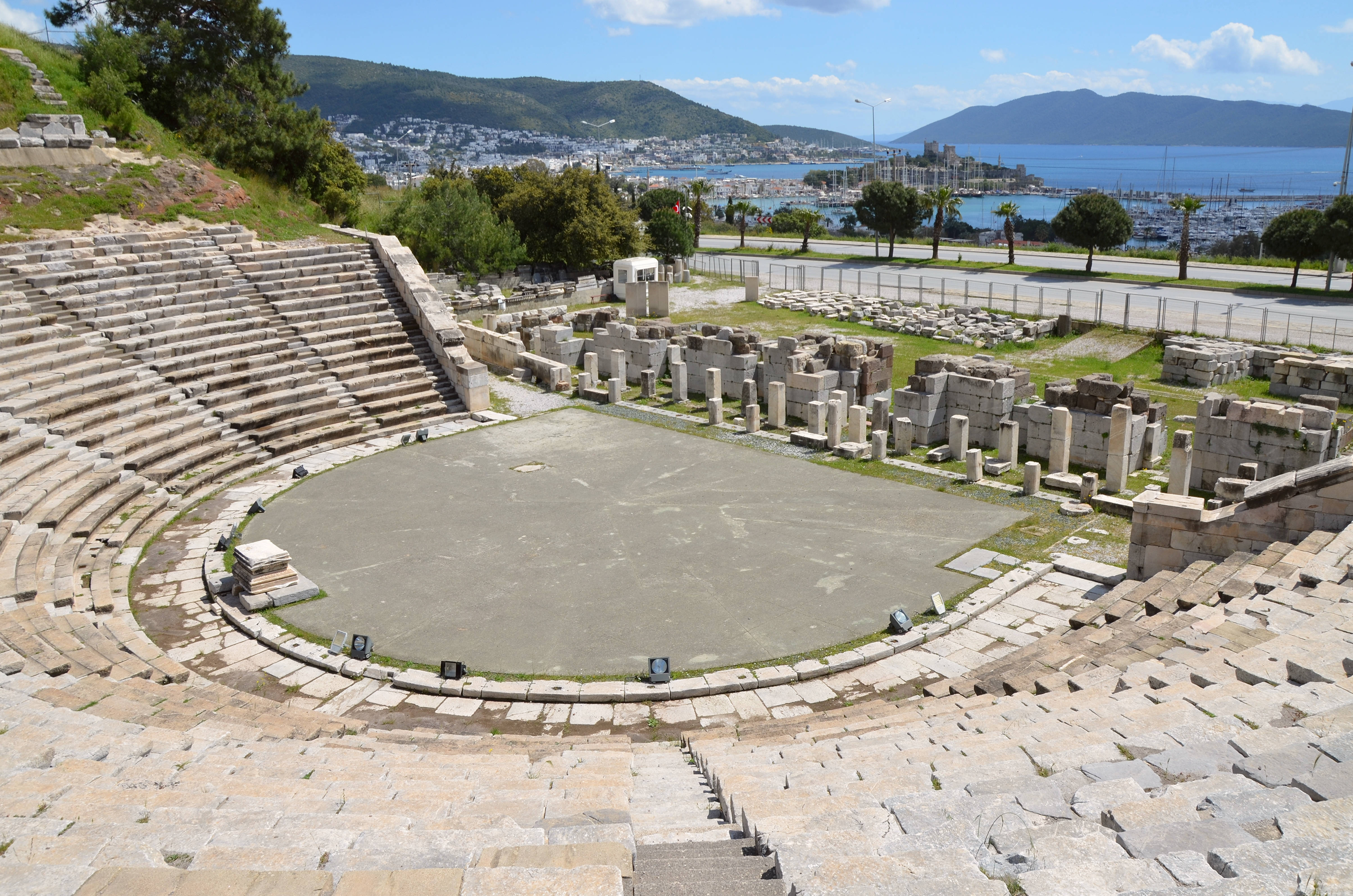
El teatro de Halicarnaso en la actualidad.

El Teatro de Halicarnaso   (en turco: Bodrum Antik Tiyatrosu, normalmente abreviado como Antik Tiyatro) es un edificio construido en la época de la Grecia Clásica en la antigua ciudad de Halicarnasom, en la parte norte de la actual Bodrum, en Mugla, Turquía) por orden del sátrapa persa Mausolo.

## Construcción
Este teatro fue construido por Mausolo (en griego, Μαύσωλος – Maúsōlos), rey de Caria, (y sátrapa de ese país) y sátrapa a las órdenes del Imperio aqueménida, mandó construir en su ciudad y capital de su país, Halicarnaso, un majestuoso teatro de estilo griego alrededor de la primera mitad del siglo IV a. C. o durante el periodo helenístico o, en su defecto, durante el periodo clásico tardío. En cuanto a la fecha exacta de su construcción, se han formulado diferentes estimaciones: a veces se data su construcción durante el siglo IV a. C., mientras que otras veces se data a principios del siglo III a. C., así como a finales del siglo II a. C. El teatro adoptó su forma definitiva durante la época romana, más concretamente en el siglo II d. C., cuando sufrió modificaciones arquitectónicas y se amplió aún más. Sin embargo, no parece haberse convertido nunca en un teatro romano en esencia.

## Estructura
El Teatro de Halicarnaso, cómo la gran mayoría de teatros de la época, consta de tres partes:
- La Skené, plataforma situada junto a la orchestra, especie de escenario para los actores.
- La Orchestra, el semicírculo donde se actuaban los coros.
- La Cávea o Koilon, formada por el conjunto de las gradas donde se sentaban los espectadores.

El teatro estaba situado en la parte sureste de la acrópolis de la ciudad, Desde el punto de vista arquitectónico, era un ejemplo típico de teatro griego antiguo semicircular, con una orquesta circular en el centro. La skené  estaba dividida en dos niveles durante el periodo helenístico.

### Capacidad
Para ser de la época en la que fue construido, el teatro de Halicarnaso tenía una gran capacidad de personas, el aforo máximo era de trece mil personas. Curiosamente, igual que ocurre ahora, en algunos asientos iban escritos los nombres de algunos espectadores que habían reservado anteriormente la plaza en el teatro. La cávea medía 86 m de ancho y 18 m de diámetro.

## Arqueología
El teatro se encontraba en un estado de conservación relativamente bueno en 1815, pero en la actualidad sólo sobreviven algunas partes   Las excavaciones en el interior del teatro se llevaron a cabo en 1973, bajo la dirección de Umit Serdaroglu. A partir de las excavaciones en el interior del edificio, la parte inferior del conservatorio se restauró en 1976, 1985 y en el periodo 2000-2003.

## Situación actual
Actualmente el Teatro de Halicarnaso está muy presente en la vida de los ciudadanos que viven cerca de él. En él se hacen conciertos y diversos espectáculos, Se celebra una parte del Festival de Septiembre de Gumbet, un pueblo costero que se encuentra a unos dos kilómetros de Bodrum. Además, cuando en 1973 se acabaron las excavaciones que lo dejaron al aire libre, se declaró museo al aire libre, y aún continúa siendo así. Su buena ubicación le hace ser accesible a ser visitado sin ninguna dificultad ya que se encuentra justo en la carretera entre Bodrum y Gumbet[cita requerida].